# حروب الاستقلال الإسكتلندية
حروب الاستقلال الاسكتلندية هي سلسلة من الحملات العسكرية بين مملكة إسكتلندا ومملكة إنجلترا في أواخر القرن الثالث عشر وأوائل القرن الرابع عشر.  
بدأت الحرب الأولى (1296-1328) بالغزو الإنجليزي لاسكتلندا عام 1296 وانتهت بالتوقيع على معاهدة معاهدة ادنبرة - نورثامبتون [الإنجليزية]. بدأت الحرب الثانية (1332–1357) عندما غزا إدوارد باليول  إسكتلندا عام 1332 بمساعدة (المحرومين) وبدعم من إنجلترا، وانتهت الحرب عام 1357 بتوقيع معاهدة بيرويك [الإنجليزية].
كانت الحروب جزءاً من أزمة كبيرة في إسكتلندا، وأصبحت هذه الفترة واحدة من أكثر الفترات المحورية في تاريخ البلاد. في نهاية كلتا الحربين احتفظت إسكتلندا بوضعها كدولة مستقلة. كانت الحروب مهمة لأسباب أخرى مثل ظهور القوس الطويل كسلاح رئيسي في حروب العصور الوسطى.

## نبذة تاريخية
في عام 1286 توفي الملك ألكسندر الثالث ملك إسكتلندا، تاركًا حفيدته ذات الثلاثة أعوام مارغريت الوصيفة النرويجية وريثةً له. في عام 1290، وقع أوصياء اسكتلندا على معاهدة بيرغام التي تقضي بالموافقة على زواج الوصيفة النرويجية وإدوارد الثاني ملك إنجلترا، ابن إدوارد الأول ملك إنجلترا. لكن هذا الزواج لم ينشئ وحدة بين اسكتلندا وإنجلترا، لأن الاسكتلنديين أصروا على أن تعلن المعاهدة عن استقلال اسكتلندا وانفصالها عن إنجلترا، وأن لها حقوقها، وقوانينها، وحرياتها، وعاداتها المحفوظة بالكامل والتي يحرم انتهاكها إلى الأبد.
رغم ذلك انتقلت مارغريت إلى مملكتها الجديدة، وتوفيت بعد وقت قصير من هبوطها في جزر أوركني في 26 سبتمبر 1290 تقريبًا. مع وفاتها، ظهر 13 منافسًا لتولي الخلافة. كان أبرز المتنافسين على العرش الإسكتلندي روبرت دي بروس، اللورد الخامس من أناندال (جد الملك المقبل روبرت بروس) وجون باليول، ولورد من غالاوي. ساد الخوف من نشوب حرب أهلية بين عائلتي بروس وباليول وأنصارهما، فكتب أوصياء اسكتلندا إلى إدوارد الأول ملك إنجلترا، يطلبون منه القدوم شمالًا والحكم بين المطالبين بالعرش تجنبًا لوقوع حرب أهلية.
وافق إدوارد على طلب الأوصياء واجتمع بهم في نورهام في عام 1291. أصر إدوارد على الاعتراف به كلورد باراماونت من اسكتلندا قبل البدء بالقضية. لكنهم رفضوا طلبه، فأمهل إدوارد المطالبين ثلاثة أسابيع للموافقة على شروطه، علمًا أنه بحلول نهاية المهلة كانت جيوش إدوارد ستصل وحينها لن يكون أمام الاسكتلنديين أي خيار. نجحت حيلة إدوارد، واضطر المطالبون بالعرش إلى الاعتراف بإدوارد باعتباره لورد باراماونت لهم وقبولهم لتحكيمه. تأثر قرار المطالبين جزئيًا بحقيقة امتلاك معظمهم لعقارات ضخمة في إنجلترا، والتي كانوا ليخسروها في حال تحديهم للملك الإنجليزي. غير أن العديد من المشاركين كانوا من الكهنة، كالأسقف ويتشارت مثلًا، الذين لا يمكنهم المطالبة بالعرش.
في 11 يونيو، أمر إدوارد بصفته لورد باراماونت من اسكتلندا، بوضع جميع القلاع الملكية الاسكتلندية تحت سيطرته مؤقتًا، وباستقالة جميع المسؤولين الاسكتلنديين من مناصبهم وأن يتولى هو إعادة تعيين المناصب. بعد يومين، اجتمع الأوصياء على المملكة والنبلاء الاسكتلنديين البارزين في أوبيستلينغتون، ليبايعوا الملك إدوارد الأول باعتباره لورد باراماونت. وطُلب من جميع الاسكتلنديين أيضًا تقديم الولاء لإدوارد الأول، إما شخصيًا أو في أحد المراكز المحددة لذلك بحلول 27 يوليو 1291.
عُقدت ثلاثة عشر اجتماعًا في الفترة الممتدة من مايو إلى أغسطس عام 1291 في بيرويك، حيث ترافع المطالبون بالعرش عن قضيتهم أمام إدوارد، التي عرفت فيما بعد باسم «القضية العظيمة». رُفضت ادعاءات معظم المتنافسين، وبقي باليول، وبروس، وفلوريس الخامس، كونت هولندا، وجون دي هاستينغز من أبيرجافيني، بارون هاستينغز الثاني، باعتبارهم الرجال الوحيدين الذين تمكنوا من إثبات انحدارهم المباشر من سلالة ديفيد الأول.
في 3 أغسطس، طلب إدوارد من باليول وبروس اختيار 40 حكمًا لكل منهما، بينما اختار هو 24 حكمًا، للبت في القضية. في 12 أغسطس، وقع على مرسوم يقتضي جمع كل الوثائق التي قد تتعلق بحقوق المنافسين أو بحقه الخاص في حكم اسكتلندا، وهو ما جرى التنفيذ بناء عليه. عُين باليول ملكًا بالأغلبية في 17 نوفمبر 1292، وفي 30 نوفمبر تُوج ملكًا على الاسكتلنديين في سكون آبي. في 26 ديسمبر، في نيوكاسل أبون تاين، أقسم الملك جون بالولاء لإدوارد الأول نيابةً عن مملكة اسكتلندا. سرعان ما وضح إدوارد أنه يعتبر اسكتلندا ولاية تابعة. قوض أفراد من فصيل بروس باليول، وناضلوا من أجل المقاومة، واستاء الاسكتلنديون من مطالب إدوارد. في عام 1294، استدعى إدوارد جون باليول للمثول أمامه، ثم أمهله حتى 1 سبتمبر 1294 ليزوده بفرق الجيش الاسكتلندية والأموال لمساعدته في غزوه لفرنسا.
عند عودة باليول إلى اسكتلندا، عقد اجتماعًا مع مجلسه وبعد أيام قليلة من المناقشات الحادة، وضعوا خططًا لتحدي أوامر إدوارد الأول. بعد بضعة أسابيع عُقد البرلمان الإسكتلندي على عجل، واختير 12 عضوًا من مجلس الحرب (أربعة من الإيرل، والبارونات، والأساقفة على التوالي) لتقديم المشورة للملك جون.
أرسل المبعوثون على الفور إلى الملك فيليب الرابع ملك فرنسا لإعلامه بنوايا الإنجليز. تفاوضوا أيضًا على معاهدة تقضي بغزو الاسكتلنديين إنجلترا في حال غزو الإنجليز لفرنسا، وفي المقابل سيقدم الفرنسيون الدعم للاسكتلنديين. وستختم المعاهدة بالزواج المدبر لابن جون إدوارد وابنة أخ فيليب جوان. أُبرمت معاهدة أخرى مع إريك الثاني ملك النرويج، تقضي بتقديمه 100 سفينة مقابل 50,000 من الجريش لمدة أربعة أشهر في العام، طالما بقيت الأعمال العدائية بين فرنسا وإنجلترا مستمرة. رغم أن النرويج لم تتحرك مطلقًا، لكن التحالف الفرنسي الإسكتلندي، الذي عرف فيما بعد باسم تحالف أولد، تجدد مرارًا وتكرارًا حتى عام 1560.
حتى عام 1295 لم يكن إدوارد الأول على علم بالمفاوضات الفرنسية الاسكتلندية السرية. في أوائل شهر أكتوبر، بدأ إدوارد في تعزيز أوجه الدفاع الشمالية ضد خطر الغزو المحتمل. في هذه المرحلة، عين إدوارد روبرت بروس، اللورد السادس من أناندال (والد الملك المقبل روبرت بروس) حاكمًا على قلعة كارلايل. أمر إدوارد أيضًا جون باليول بالتخلي عن سيطرته على القلاع والبلدات الاسكتلندية ذات الحكم الذاتي في بيرويك، وجيدبيرغ، وروكسبرغ. في ديسمبر، استُدعي أكثر من 200 مستأجر لدى إدوارد في نيوكاسل لتشكيل ميليشيا بحلول مارس 1296، وفي فبراير أبحر الأسطول شمالًا للقاء قواته البرية في نيوكاسل.
لم تمر تحركات القوات الإنجليزية على طول حدود أنجلو-سكوتش (الحدود الإنجليزية الاسكتلندية) دون أن يلحظها أحد. ردًا على ذلك، استدعى الملك جون باليول جميع الاسكتلنديين ذوي البنيان القوي لحمل السلاح والتجمع في كادونلي بحلول 11 مارس. تجاهل عدد من النبلاء الاسكتلنديين أمر الاستدعاء، بما فيهم روبرت بروس، الإيرل من كاريك (روبرت الأول ملك اسكتلندا)، الذي استولى جون باليول على أملاكه في كاريك ونقلها إلى جون «الأحمر» كومين. أصبح روبرت بروس، إيرل كاريك بعد استقالة والده في أوائل ذلك العام.